# Ayaka Takahashi
Ayaka Takahashi (en japonés: 高橋 礼華, Takahashi Ayaka; Kashihara, 19 de abril de 1990) es una deportista japonesa que compite en bádminton, en la modalidad de dobles.
Participó en los Juegos Olímpicos de Río de Janeiro 2016, obteniendo una medalla de oro en la prueba de dobles (junto con Misaki Matsutomo).
Ganó una medalla de bronce en el Campeonato Mundial de Bádminton de 2017, en la prueba de dobles. En los Juegos Asiáticos consiguió cuatro medallas, plata y bronce en 2014 y oro y plata en 2018.

## Palmarés internacional
| Juegos Olímpicos   | Juegos Olímpicos        | Juegos Olímpicos  | Juegos Olímpicos |
| Año                | Lugar                   | Medalla           | Prueba           |
| ------------------ | ----------------------- | ----------------- | ---------------- |
| 2016               | Río de Janeiro (Brasil) | Medalla de oro    | Dobles           |
| Campeonato Mundial |                         |                   |                  |
| Año                | Lugar                   | Medalla           | Prueba           |
| 2017               | Glasgow (Reino Unido)   | Medalla de bronce | Dobles           |
| Juegos Asiáticos   |                         |                   |                  |
| Año                | Lugar                   | Medalla           | Prueba           |
| 2014               | Incheon (Corea del Sur) | Medalla de plata  | Dobles           |
| 2014               | Incheon (Corea del Sur) | Medalla de bronce | Equipo           |
| 2018               | Yakarta (Indonesia)     | Medalla de oro    | Equipo           |
| 2018               | Yakarta (Indonesia)     | Medalla de plata  | Dobles           |